# Pere (peuple)
Pour les articles homonymes, voir Pere.
Les Pere (ou Péré, Pèrè, Peere, Kutin, Koutine) constituent une population du Cameroun, majoritaire dans le département du Faro-et-Déo de la région de l'Adamaoua.

## Langue
Leur langue est le pere ou peere, une langue de l'Adamaoua, dont le nombre de locuteurs était de 15 000 en 1993.